# Огура, Такафуми
Такафу́ми Огу́ра (яп. 小倉 隆史 Огура Такафуми, род. 6 июля 1973, Судзука, Миэ) — японский футболист, нападающий, спортивный комментатор.
Выступал за команды «Нагоя Грампус», «Эксельсиор», ДЖЕФ Юнайтед, «Токио Верди 1969», «Консадоле Саппоро» и «Ванфоре Кофу». За всю карьеру в различных турнирах провёл свыше 300 матчей. За сборную Японии отыграл пять матчей и забил один гол. С ноября 2015 года по август 2016 годов — главный тренер клуба «Нагоя Грампус».

## Биография
Такафуми Огура родился 6 июля 1973 года в городе Судзука префектуры Миэ.

### Клубная карьера
Футболом Огура начал заниматься в футбольной команде средней технической школы города Ёккаити. Вскоре, Такафуми попал на просмотр в клуб Джей-лиги «Нагоя Грампус Эйт» и уже в 1992 году он дебютировал за команду в Кубке Джей-лиги. В 10 матчах кубка Огура забил 5 мячей, но в чемпионате молодой форвард дебютировать не смог, так как не был заявлен на чемпионат.
В 1993 году Такафуми был отдан в аренду на один сезон нидерландскому клубу «Эксельсиору» из Роттердама. На тот момент команда выступала в Первом дивизионе, считавшемся вторым по силе дивизионом в стране.
В Кубке Нидерландов Огура дебютировал 9 октября в матче второго раунда против клуба «Козаккен Бойз». Ещё в первом тайме японец оформил хет-трик, а его клуб в конечном счёте разгромил соперника со счётом 6:0. Однако в следующем раунде команда Такафуми в дополнительное время уступила другому роттердамскому клубу «Фейеноорду». В той игре, состоявшейся 10 ноября, Огура отметился одним голом, а его команда проиграла со счётом 2:3.
В декабре 1999 года «Нагоя Грампус» заключил партнёрский договор с роттердамским «Фейеноордом», сотрудничество между клубами заключалось в возможности обмена молодых игроков. Нидерландский клуб намеревался взять Такафуми в аренду, но в итоге, сделка по переходу не состоялась. В 2000 году Огура перешёл в ДЖЕФ Юнайтед, а затем отыграл по одному сезону в «Токио Верди 1969» и «Консадоле Саппоро». В феврале 2003 года Такафуми находился на просмотре в роттердамской «Спарте», а в апреле того же года в «Утрехте». Игровую карьеру Огура завершил в клубе «Вентфорет Кофу», отыграв за команду три сезона в Джей лиге 2, второй по значимости лиги в стране.

### Карьера в сборной
В составе национальной сборной Японии дебютировал 22 мая 1994 года на Кубке Кирин против Австралии, матч состоялся в городе Хиросима. Спустя 7 дней, 29 мая Огура в игре против Франции забил дебютный гол, но он не помог японцам избежать поражения со счётом 1:4. На Кубке Кирин Такафуми всего отыграл два матча, причём во всех выходил только на замену во втором тайме. Всего, за сборную Огура провёл 5 матчей, отличился одним единственным забитым мячом.

## Статистика выступлений

### Клубная карьера
| Клуб                | Сезон            | Лига | Лига | Кубки | Кубки | Кубки Лиги | Кубки Лиги | Итого | Итого |
| Клуб                | Сезон            | Игры | Голы | Игры  | Голы  | Игры       | Голы       | Игры  | Голы  |
| ------------------- | ---------------- | ---- | ---- | ----- | ----- | ---------- | ---------- | ----- | ----- |
| Нагоя Грампус Эйт   | 1992             | _    | _    | 0     | 0     | 10         | 5          | 10    | 5     |
| Нагоя Грампус Эйт   | 1993             | 0    | 0    | -     | -     | 0          | 0          | 0     | 0     |
| Нагоя Грампус Эйт   | Итого            | 0    | 0    | 0     | 0     | 10         | 5          | 10    | 5     |
| Эксельсиор (аренда) | 1993-1994        | 31   | 14   | 2     | 4     | -          | -          | 33    | 18    |
| Эксельсиор (аренда) | Итого            | 31   | 14   | 2     | 4     | -          | -          | 33    | 18    |
| Нагоя Грампус Эйт   | 1994             | 23   | 5    | 2     | 0     | 1          | 0          | 26    | 5     |
| Нагоя Грампус Эйт   | 1995             | 37   | 14   | 5     | 5     | -          | -          | 42    | 19    |
| Нагоя Грампус Эйт   | 1996             | 14   | 1    | 0     | 0     | 4          | 2          | 18    | 3     |
| Нагоя Грампус Эйт   | 1997             | 0    | 0    | 0     | 0     | 0          | 0          | 0     | 0     |
| Нагоя Грампус Эйт   | 1998             | 13   | 1    | 2     | 1     | 0          | 0          | 15    | 2     |
| Нагоя Грампус Эйт   | 1999             | 3    | 0    | 0     | 0     | 4          | 0          | 7     | 0     |
| Нагоя Грампус Эйт   | Итого            | 90   | 21   | 9     | 6     | 9          | 2          | 108   | 29    |
| ДЖЕФ Юнайтед        | 2000             | 24   | 3    | 3     | 1     | 1          | 1          | 28    | 5     |
| ДЖЕФ Юнайтед        | Итого            | 24   | 3    | 3     | 1     | 1          | 1          | 28    | 5     |
| Токио Верди 1969    | 2001             | 25   | 3    | 3     | 0     | 1          | 0          | 29    | 3     |
| Токио Верди 1969    | Итого            | 25   | 3    | 3     | 0     | 1          | 0          | 29    | 3     |
| Консадоле Саппоро   | 2002             | 27   | 7    | 1     | 0     | 6          | 1          | 34    | 8     |
| Консадоле Саппоро   | Итого            | 27   | 7    | 1     | 0     | 6          | 1          | 34    | 8     |
| Вентфорет Кофу      | 2003             | 27   | 10   | 3     | 1     | -          | -          | 30    | 11    |
| Вентфорет Кофу      | 2004             | 40   | 6    | 1     | 0     | -          | -          | 41    | 6     |
| Вентфорет Кофу      | 2005             | 8    | 2    | 0     | 0     | -          | -          | 8     | 2     |
| Вентфорет Кофу      | Итого            | 75   | 18   | 4     | 1     | -          | -          | 79    | 19    |
| Всего за карьеру    | Всего за карьеру | 272  | 66   | 22    | 12    | 27         | 9          | 321   | 87    |

### Карьера в сборной
| Дата            | Место проведения | Соперник  | Счёт | Голы | Турнир                |
| 22 мая 1994     | Хиросима         | Австралия | 1:1  | -    | Кубок Кирин           |
| 29 мая 1994     | Токио            | Франция   | 1:4  | 1    | Кубок Кирин           |
| 8 июля 1994     | Нагоя            | Гана      | 3:2  | -    | Кубок Азикс           |
| 14 июля 1994    | Кобе             | Гана      | 2:1  | -    | Кубок Азикс           |
| 11 октября 1994 | Хиросима         | Мьянма    | 5:0  | -    | Летние Азиатские игры |